# Kemija u 1933.
◄◄ | ◄ | 1930. | 1931. | 1932. | 1933.  | 1934. | 1935. | 1936. | ► | ►►
Arhitektura • Astronomija • Biologija • Film • Fotografija • Glazba • Kazalište • Kemija • Kiparstvo • Knjige • Književnost • Kršćanstvo • Meteorologija • Medicina • Planinarstvo • Politika • Pravo • Promet • Slikarstvo • Strip • Šport • Televizija • Znanost • Zrakoplovstvo • Željeznički promet
Kemija u 1933.

## Svijet

### Događaji
- Napravljen prvi uporabljivi adicijski polimer – polietilen.

### Nagrade i priznanja
- Nobelova nagrada za kemiju:

## Vanjske poveznice
|  | Zajednički poslužitelj ima još gradiva o temi Kemija u 1933. |